# Cellula di Schwann
Struttura tipica di un neurone
Le cellule di Schwann sono un tipo di cellula del sistema nervoso periferico facente parte della glia. La loro principale funzione è quella di rivestire gli assoni dei neuroni con uno strato di mielina, che conferisce ai nervi e ai tratti un aspetto bianco brillante. Grazie alle doti di isolante elettrico, la mielina aumenta la capacità di conduzione degli assoni stessi. Infatti se gli assoni amielinici hanno una velocità di conduzione da 0,5 a 10 m/s, gli assoni mielinici più veloci possono arrivare a 150 m/s (assoni di categoria A, sottogruppo α).

Le cellule di Schwann formano la guaina mielinica avvolgendosi attorno agli assoni numerose volte; gli strati più interni sono composti principalmente da mielina, appunto, che forma la membrana cellulare di queste cellule, mentre il citoplasma e il nucleo stanno negli strati più esterni e formano il neurilemma.

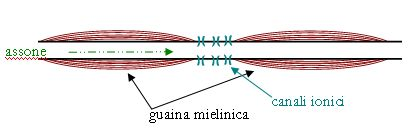
Guaina mielinica e nodo di Ranvier

Siccome le dimensioni di una cellula di Schwann (fino ad 1 mm) sono molto inferiori alla lunghezza di un assone (i più lunghi possono oltrepassare il metro), per mielinizzare completamente un singolo assone sono necessarie numerose cellule di Schwann, disposte lungo la lunghezza dell'assone. Le piccole parti demielinizzate che si trovano tra due cellule di Schwann si chiamano nodi di Ranvier e svolgono una funzione importante: essendo le uniche aree di scambio ionico dell'assone, il potenziale d'azione si propaga (e si riproduce) solo in corrispondenza di questi nodi, dando vita al fenomeno della conduzione saltatoria, dove la velocità di propagazione del segnale risulta più elevata rispetto alle fibre amieliniche.
L'analogo delle cellule di Schwann nel sistema nervoso centrale sono gli oligodendrociti, che come le cellule di Schwann svolgono principalmente funzioni di mielinizzazione degli assoni. Le cellule di Schwann hanno inoltre un'attività fagocitaria e ripuliscono dai residui cellulari permettendo la ricrescita dei neuroni del sistema nervoso periferico.
Le cellule di Schwann prendono il nome dal fisiologo tedesco Theodor Schwann.